# Murawki (Płośnica)
Murawki (deutsch Murawken) ist ein Dorf in der polnischen Woiwodschaft Ermland-Masuren. Es gehört zur Gmina Płośnica (Landgemeinde Heinrichsdorf) im Powiat Działdowski (Kreis Soldau).

## Geographische Lage
Murawki liegt am Ostran des Landschaftsschutzparks Welle (polnisch: Welski Park Krajobrazowy) im Südwesten der Woiwodschaft Ermland-Masuren, 32 Kilometer südwestlich der einstigen Kreisstadt Neidenburg (polnisch Nidzica) bzw. 16 Kilometer nordwestlich der heutigen Kreismetropole Działdowo (deutsch Soldau i. Ostpr.).

## Geschichte
Das kleine Dorf Murawken wurde 1874 in den neu errichteten Amtsbezirk Groß Koschlau (polnisch Koszelewy) im ostpreußischen Kreis Neidenburg aufgenommen. Im Jahre 1910 zählte Murawken 268 Einwohner.
Murawken lag im Soldauer Gebiet und unterlag den Bestimmungen des Versailler Vertrags von 1919, an Polen abgetreten zu werden. Das geschah am 10. Januar 1920. Das Dorf erhielt die polnische Namensform „Murawki“ und zählte 275 Einwohner im Jahre 1931. 1934 wurde Murawki in die neu gebildete Landgemeinde Żabiny eingegliedert, die am 26. Oktober 1939 zum Deutschen Reich kam, den deutschen Namen „Seeben“ zurückerhielt und am 1. April 1940 in die Landgemeinde Seeben und in den Amtsbezirk Seeben im Kreis Neidenburg umgewandelt wurde.
Doch nicht für lange Zeit. 1945 wurde in Kriegsfolge das gesamte südliche Ostpreußen an Polen überstellt. Murawken heißt seitdem wieder „Murawki“ und ist heute eine Ortschaft im Verbund der Gmina Płośnica (Landgemeinde Heinrichsdorf) im Powiat Działdowski (Kreis Soldau), bis 1998 der Woiwodschaft Ciechanów, seither der Woiwodschaft Ermland-Masuren zugehörig. Im Jahre 2011 zählte Murawki 148 Einwohner.

## Kirche
Bis 1945 war Murawken resp. Murawki in die evangelische Kirche Groß Koschlau (polnisch Koszelewy) in der Kirchenprovinz Ostpreußen der Kirche der Altpreußischen Union bzw. ab 1920 in der Diözese Działdowo (Soldau) der Unierten Evangelischen Kirche in Polen, außerdem in die römisch-katholische Kirche Groß Lensk (polnisch Wielki Łęck) eingepfarrt.
Heute gehört Murawki evangelischerseits zur Erlöserkirche Działdowo mit der – Murawki näher gelegenen – zugehörigen Jesuskirche Lidzbark (Lautenburg) in der Diözese Masuren der Evangelisch-Augsburgischen Kirche in Polen, sowie katholischerseits zur Pfarrei Koszelewy (Groß Koschlau) im Bistum Toruń (Thorn).

## Verkehr
Murawki ist über eine nur sparsam ausgebaute Nebenstraße von Koszelewy (Groß Koschlau) aus zu erreichen. Eine Anbindung an den Bahnverkehr besteht nicht.